# Axel Hägerström
Axel Anders Theodor Hägerström (6. září 1868, Vireda – 7. července 1939, Uppsala) byl švédský filozof, představitel analytické filozofie a zakladatel uppsalské školy.

## Život
Narodil se a byl vychováván v náboženské rodině. V letech 1893–1933 vyučoval na Uppsalské univerzitě.

## Názory
Axel Hägerström, který považoval za základní úkol filozofie v duchu uppsalské školy logickou analýzu pojmů, vystupoval proti „metafyzice“, kterou je podle něho každá teorie, ztotožňující skutečnost s něčím, co je „určitě (konkrétně) skutečné“. Hägerström definuje skutečnost čistě formálně, bez souvislostí s objektivní realitou (neboť naopak by to prý vedlo k „metafyzice“). Skutečnost nemůže být určena něčím jiným (materiálním nebo ideálním), neboť je konstituována „určeností“ logického soudu. Hägerström říká, že skutečnost je určenost. Určenost však chápe čistě formalisticky, a to tak, že v soudu se nevyskytují logické rozpory.
Hägerström, který rozlišoval dvě koncepce poznání — racionalistickou a empirickou — hájil racionalismus. Tvrdil přitom, že „empirické vědy jsou z hlediska teorie poznání bezmocné“ a že „smyslovou skutečnost určujeme jen prostřednictvím svých pojmů,“ — Axel Hägerström.  
V etické teorii Hägerström zastával nihilistický subjektivismus, podle něhož nemají „hodnotící soudy“ v právu, v etice a v sociologii objektivní obsah. Jsou jenom projevem citů, zdáním. Hodnotící soudy jsou podle jeho názoru alogické, poněvadž nemají charakteristické vlastnosti „opravdových“ soudů, tj. nejsou schopny „určovat“ skutečnost.

## Publikace
- Aristoteles etiska grundtankar och deras teoretiska förutsättningar, Uppsala, Akamemiska boktrykeriet, E. Berling, 1893
- 'Axel Hägerström', Filosofiskt lexikon, ed Alfred Ahlberg, Natur & Kultur, Third edition, 1951
- Philosophy and Religion, (1964), English translation by Robert T. Sandin
- Inquiries into the Nature of Law and Morals, Stockholm: Almqvist & Wiksell, ed. Karl Olivecrona, transl. C. D. Broad.